# Contea di Owen (Kentucky)
La contea di Owen in inglese Owen County è una contea dello Stato del Kentucky, negli Stati Uniti. La popolazione al censimento del 2000 era di 10 547 abitanti. Il capoluogo di contea è Owenton